# روبنسون پونتی
روبنسون پونتی (به پرتغالی: Robson Ponte) هافبک اهل برزیل است که در شهر سائوپائولو و در تاریخ ۶ نوامبر ۱۹۷۶ به دنیا آمده‌است.
روبنسون پونتی در تیم‌های فوتبال CA Juventus ،América FC،Guarani FC،بایر ۰۴ لورکوزن، وولفسبورگ و اوراوا رد دایموندز سابقهٔ حضور دارد.